# Mewa obrożna
Mewa obrożna (Xema sabini) – gatunek średniej wielkości ptaka wodnego z rodziny mewowatych (Laridae). Nie jest zagrożony wyginięciem.

## Systematyka
Jest to jedyny przedstawiciel rodzaju Xema. Tradycyjnie wyróżnia się cztery podgatunki. Różnice pomiędzy nimi są jednak słabo zaznaczone, w związku z tym często gatunek Xema sabini uznaje się za jednorodny i w ogóle nie wydziela podgatunków.

## Zasięg występowania
Mewa obrożna zamieszkuje w zależności od podgatunku:
- Xema sabini palaearctica – od Spitsbergenu po Półwysep Tajmyr i deltę Leny
- Xema sabini tschuktschorum – Półwysep Czukocki
- Xema sabini woznesenskii – od północno-wschodniej Syberii (wybrzeża Zatoki Anadyrskiej) po Alaskę
- Xema sabini sabini syn. X. s. sabina – od kanadyjskiej Arktyki po wschodnią Grenlandię.

Ptaki wszystkich podgatunków zimują na środkowym Pacyfiku (na chłodnych wodach Prądu Peruwiańskiego u wybrzeży północno-zachodniej Ameryki Południowej i Ameryki Centralnej) i południowym Atlantyku (na chłodnych wodach Prądu Benguelskiego u wybrzeży południowo-zachodniej i południowej Afryki).
W Polsce pojawia się sporadycznie – do 2020 roku stwierdzono ją 35 razy, łącznie zaobserwowano 42 osobniki.

## Morfologia

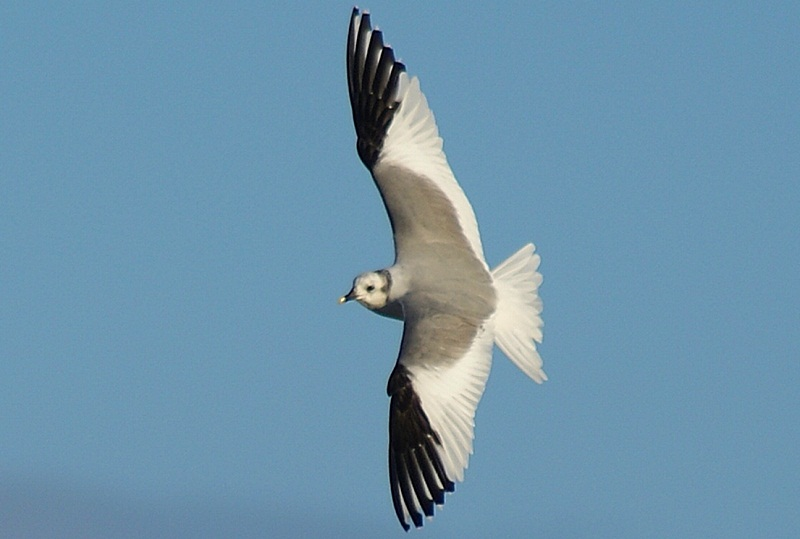
Mewa obrożna w upierzeniu spoczynkowym

Cechy gatunkuBrak wyraźnego dymorfizmu płciowego. W szacie godowej grzbiet oraz barki popielate, końce skrzydeł i krawędzie natarcia do nadgarstka czarne. Pomiędzy kolorami czarnym i popielatym na wierzchu skrzydła biały trójkąt. Głowa ciemnoszara, oddzielona od reszty ciała czarną obrożą na szyi, dziób i nogi ciemne, koniec dzioba żółty. Reszta ciała biała, ogon lekko wcięty. W szacie spoczynkowej głowa bieleje, lecz potylica zostaje szara z ciemną półobrożą na karku. Osobniki młodociane podobne do dorosłych w szacie spoczynkowej. Popielata plama na wierzchu ciała przechodzi przez kark na potylicę. Pokrywa ją gęste, brązowe prążkowanie, a na końcu ogona znajduje się szeroki ciemny pasek. Upierzenie dorosłych osiągają w wieku 3 lat.
Wymiary średniedługość ciała 27–33 cm
rozpiętość skrzydeł 81–87 cm
masa ciała osobników dorosłych 155–213 g

## Ekologia i zachowanie

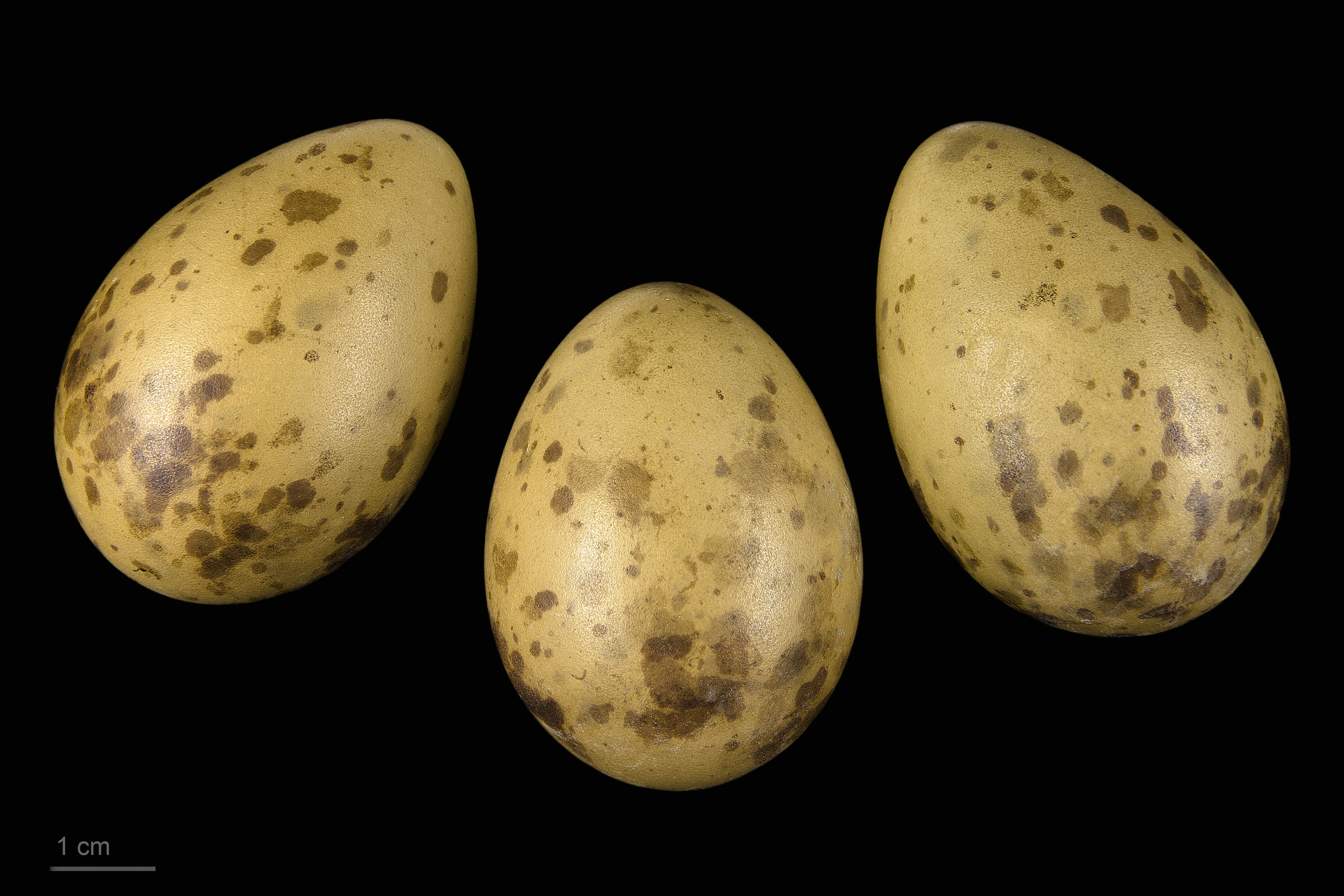
Jaja z kolekcji muzealnej

BiotopBrzegi mórz i jeziora w pasie tundry. Poza okresem lęgowym otwarte morze.
GniazdoNa ziemi, w trawie lub mchu, w pobliżu brzegu. Gnieździ się pojedynczo lub w małych koloniach, często razem z rybitwami popielatymi.
JajaW ciągu roku wyprowadza jeden lęg, składając w maju–lipcu 2 jaja.
WysiadywanieJaja wysiadywane są przez okres około 24 dni przez obydwoje rodziców.
PożywienieWodne i lądowe kręgowce oraz bezkręgowce, które zbiera z powierzchni wody, chwyta na ziemi lub w locie. Rabuje również gniazda innych ptaków.

## Status i ochrona
Międzynarodowa Unia Ochrony Przyrody (IUCN) uznaje mewę obrożną za gatunek najmniejszej troski (LC – Least Concern) nieprzerwanie od 1988 roku. Liczebność światowej populacji, według szacunków organizacji Wetlands International (2015) i Partners in Flight (2019), przekracza 340 tysięcy dorosłych osobników. Liczebność populacji europejskiej, według szacunków organizacji BirdLife International z 2015 roku, wynosi 1100–2100 par lęgowych. Ogólny trend liczebności uznawany jest za stabilny, choć u niektórych populacji nie jest on znany.
W Polsce objęta ścisłą ochroną gatunkową.